# Нова Слобода (Дністровський район)
Нова́ Слобода́ — село у Вашковецькій сільській громаді Дністровського району Чернівецької області України.

## Географія
Село Нова Слобода розташоване у південній частині Дністровського району, зі сходу та заходу оточене лісами, через село тече річка притока Драдіште, південні вулиці і хати села фактично межують з кордоном Республіки Молдова.

## Історія
Нова Слобода — село-хутір засноване в 1924 року. У той час територія Хотинського повіту входила до складу Румунії, яка на підвладних їй землях проводила земельну реформу. У селах з дефіцитом землі пропонувалося переселитися на вільні або, як казали «слобідні» землі. Вашковецька «слобода» дала прихисток людям з села Бошківці, тепер Бочківці Дністровського району. У першій хвилі переселенців були Артем Максимчук, Федір Мігіка, Микола Поперечний, Пилип Скрипник, Мойсей Швець, пізніше — Івоніка Тулюлюк, Арсеній Максимчук та інші.
Німецько-радянська війна забрала з цього невеличкого поселення 16 воїнів-захисників. 
На хвилі загальної колективізації 25 липня 1948 р. було створено невеличкий колгосп ім. Суворова, який очолив місцевий житель М. С. Пастух. Згодом господарство припинило своє існування і увійшло до складу колгоспу «Маяк» с. Вашківці.
З 1991 року в складі незалежної України.
Нова Слобода у 2008 році була газифікована.
14 серпня 2015 року село в ході децентралізації включене до складу Вашковецької сільської громади. Об'єднання в громаду має створити умови для формування ефективної і відповідальної місцевої влади, яка зможе забезпечити комфортне та безпечне середовище для проживання людей.
17 липня 2020 року, в результаті адміністративно-територіальної реформи та ліквідації Сокирянського району, село увійшло до складу Дністровського району.

## Населення
За даними 2015 року в селі мешкало 196 осіб.

## Події
А на храмове свято 8 листопада, на День св. Дмитрія Донського, приїздять уродженці села з різних куточків: Василь, Наталія і Світлана Доники з Рівного, Москви та Молдови, Наталія, Світлана та Віктор Пироги з Хотина, самодіяльні поети Віктор Максимчук з Вижниці та Лариса Тулюлюк-Кушнір з Сокирян, Михайло Гуцул, який був депутатом Верховної Ради України, — з Києва.
Про село, його історію, людей і традиції йдеться у відеофільмі, який створив студент Чернівецького училища мистецтв ім. С. Воробкевича Анатолій Кушнір.

## Інфраструктура
Селі є початкова школа, дитячий садок, будинок культури, фельдшерсько-акушерський пункт, магазин, православна капличка. Нова Слобода нараховує близько 100 дворів.

## Уродженці села
- Михайло Гуцол. — (* 30 червня 1951. — Голова зеленої екологічної партії України «Райдуга». Генерал-полковник. Доктор філософських наук.
- Віктор Максимчук (1963) — Юрист. Поет. Публіцист. Прозаїк.
- Лариса Тулюлюк-Кушнір. — (* 16 жовтня 1963 року.- українська поетеса.